# Хосе Антоніо Дельгадо Вільяр
Хосе Антоніо Дельгадо Вільяр (ісп. José Antonio Delgado Villar, нар. 30 березня 1993, Ель-Пуерто-де-Санта-Марія), відомий як Ноно (ісп. Nono — іспанський футболіст, півзахисник саудівського клубу «Дамак».
Виступав, зокрема, за клуб «Реал Бетіс», а також юнацьку збірну Іспанії.
Триразовий володар Кубка Словаччини. Триразовий чемпіон Словаччини.

## Клубна кар'єра
Народився 30 березня 1993 року в місті Ель-Пуерто-де-Санта-Марія. Вихованець юнацьких команд футбольних клубів «Атлетіко» та «Реал Бетіс».
У дорослому футболі дебютував 2011 року виступами за команду «Реал Бетіс Б», у якій провів два сезони, взявши участь у 45 матчах чемпіонату. 
Своєю грою за цю команду привернув увагу представників тренерського штабу клубу «Реал Бетіс», до складу якого приєднався 2011 року. Відіграв за клуб з Севільї наступні чотири сезони своєї ігрової кар'єри.
Згодом з 2015 по 2022 рік грав у складі команд «Зандгаузен», «Ельче», «УКАМ Мурсія», «Діошдьйор», «Слован» та «Гонвед».
До складу клубу «Дамак» приєднався 2022 року. Станом на 7 квітня 2022 року відіграв за саудівську команду 6 матчів в національному чемпіонаті.

## Виступи за збірні
У 2011 році дебютував у складі юнацької збірної Іспанії (U-19), загалом на юнацькому рівні взяв участь в 11 іграх, відзначившись одним забитим голом.

## Статистика виступів

### Статистика клубних виступів
| Сезон                  | Команда                | Чемпіонат              | Чемпіонат | Чемпіонат | Національний кубок | Національний кубок | Національний кубок | Континентальні кубки | Континентальні кубки | Континентальні кубки | Інші змагання | Інші змагання | Інші змагання | Усього | Усього |
| Сезон                  | Команда                | Ліга                   | Ігор      | Голів     | Ліга               | Ігор               | Голів              | Ліга                 | Ігор                 | Голів                | Ліга          | Ігор          | Голів         | Ігор   | Голів  |
| ---------------------- | ---------------------- | ---------------------- | --------- | --------- | ------------------ | ------------------ | ------------------ | -------------------- | -------------------- | -------------------- | ------------- | ------------- | ------------- | ------ | ------ |
| 2011–12                | «Реал Бетіс Б»         | СДБ                    | 32        | 2         | -                  | -                  | -                  | -                    | -                    | -                    | -             | -             | -             | 32     | 2      |
| 2012–13                | «Реал Бетіс Б»         | СДБ                    | 13        | 3         | -                  | -                  | -                  | -                    | -                    | -                    | -             | -             | -             | 13     | 3      |
| Усього за Betis B      | Усього за Betis B      | Усього за Betis B      | 55        | 5         |                    | -                  | -                  |                      | -                    | -                    |               | -             | -             | 55     | 5      |
| 2011–12                | «Реал Бетіс»           | ПД                     | 2         | 0         | КІ                 | 0                  | 0                  | -                    | -                    | -                    | -             | -             | -             | 2      | 0      |
| 2012–13                | «Реал Бетіс»           | ПД                     | 15        | 0         | КІ                 | 4                  | 0                  | -                    | -                    | -                    | -             | -             | -             | 19     | 0      |
| 2013–14                | «Реал Бетіс»           | ПД                     | 22        | 0         | КІ                 | 3                  | 0                  | ЛЄ                   | 7                    | 1                    | -             | -             | -             | 32     | 1      |
| 2014-лют. 2015         | «Реал Бетіс»           | СД                     | 4         | 0         | КІ                 | 1                  | 0                  | -                    | -                    | -                    | -             | -             | -             | 5      | 0      |
| Усього за «Реал Бетіс» | Усього за «Реал Бетіс» | Усього за «Реал Бетіс» | 43        | 0         |                    | 8                  | 0                  |                      | 7                    | 1                    |               | -             | -             | 58     | 1      |
| лют.-черв. 2015        | «Зандгаузен»           | ZL                     | 0         | 0         | КН                 | -                  | -                  | -                    | -                    | -                    | -             | -             | -             | 0      | 0      |
| 2015-лют. 2016         | «Ельче»                | СД                     | 9         | 0         | КІ                 | 1                  | 1                  |                      | -                    | -                    |               | -             | -             | 10     | 1      |
| лют.-черв. 2016        | «УКАМ Мурсія»          | СДБ                    | 13+4      | 0         | КІ                 | -                  | -                  |                      | -                    | -                    |               | -             | -             | 17     | 0      |
| 2016–17                | «Діошдьйор»            | ЧУ                     | 23        | 1         | КУ                 | 6                  | 1                  |                      | -                    | -                    | -             | -             | -             | 29     | 2      |
| 2017-лют. 2018         | «Діошдьйор»            | ЧУ                     | 17        | 2         | КУ                 | 1                  | 0                  | -                    | -                    | -                    | -             | -             | -             | 18     | 2      |
| Усього за «Діошдьйор»  | Усього за «Діошдьйор»  | Усього за «Діошдьйор»  | 40        | 3         |                    | 7                  | 1                  |                      | -                    | -                    |               | -             | -             | 47     | 4      |
| лют.-черв. 2018        | «Слован»               | ЧС                     | 10        | 0         | КС                 | 4                  | 0                  | ЛЄ                   | -                    | -                    | -             | -             | -             | 14     | 0      |
| 2018–19                | «Слован»               | ЧС                     | 14        | 0         | КС                 | 0                  | 0                  | ЛЄ                   | 6                    | 1                    | -             | -             | -             | 20     | 0      |
| 2019–20                | «Слован»               | ЧС                     | 21        | 4         | КС                 | 7                  | 3                  | ЛЧ+ЛЄ                | 0+5                  | 0+1                  | -             | -             | -             | 33     | 8      |
| 2020–21                | «Слован»               | ЧС                     | 26        | 2         | КС                 | 6                  | 0                  | ЛЄ                   | 1                    | 0                    | -             | -             | -             | 33     | 2      |
| Усього за «Слован»     | Усього за «Слован»     | Усього за «Слован»     | 71        | 6         |                    | 17                 | 3                  |                      | 12                   | 1                    |               | -             | -             | 100    | 10     |
| 2021–22                | «Гонвед»               | ЧУ                     | 16        | 2         | КУ                 | 2                  | 1                  | -                    | -                    | -                    | -             | -             | -             | 18     | 3      |
| Усього за кар'єру      | Усього за кар'єру      | Усього за кар'єру      | 247+4     | 16        |                    | 35                 | 6                  |                      | 19                   | 2                    |               | -             | -             | 305    | 24     |

## Титули і досягнення
- Володар Кубка Словаччини (3):

«Слован»: 2017-2018, 2019-2020, 2020-2021
- Чемпіон Словаччини (3):

«Слован»: 2018-2019, 2019-2020, 2020-2021